# ورزشگاه سیسیل پین
ورزشگاه سیسیل پین (به لاتین: Cecil Payne Stadium) یک ورزشگاه در آفریقای جنوبی است که در Roodepoort واقع شده‌است.